# Распределение Пирсона
Распределение Пирсона — непрерывное распределение вероятностей, плотность вероятности которого является решением дифференциального уравнения {\displaystyle {\frac {df(x)}{dx}}={\frac {a_{1}x+a_{0}}{b_{0}+2b_{1}x+b_{2}x^{2}}}f(x)}, где числа {\displaystyle a_{0},a_{1},b_{0},b_{1},b_{2}} являются параметрами распределения. Частными случаями распределения Пирсона являются бета-распределение (распределение Пирсона I типа), гамма-распределение (распределение Пирсона III типа), распределение Стьюдента (распределение Пирсона VII типа), показательное распределение (распределение Пирсона X типа), нормальное распределение (распределение Пирсона XI типа). Распределения Пирсона широко используются в математической статистике при сглаживании распределений эмпирических данных. Для аппроксимации распределения вероятностей опытных данных численными методами вычисляют их первые четыре момента, а затем на их основе вычисляют параметры распределения Пирсона.

## Свойства
Распределения Пирсона полностью определяются первыми четырьмя моментами случайной величины. Пусть {\displaystyle \mu _{k}} является {\displaystyle k} центральным моментом случайной величины, имеющей распределение Пирсона. Тогда, если {\displaystyle a_{1}=1}, то
{\displaystyle a_{0}={\frac {\mu _{3}(\mu _{4}+3\mu _{2}^{2})}{A}}},
{\displaystyle b_{0}=-{\frac {\mu _{2}(4\mu _{2}\mu _{4}-3\mu _{3}^{2})}{A}}},
{\displaystyle b_{1}=-{\frac {\mu _{3}(4\mu _{2}\mu _{4}+3\mu _{2}^{2})}{A}}},
{\displaystyle b_{2}=-{\frac {2\mu _{2}\mu _{4}-3\mu _{3}^{2}-6\mu _{2}^{3}}{A}}},
где {\displaystyle A=10\mu _{4}\mu _{2}-18\mu _{2}^{3}-12\mu _{3}^{2}}.

## Типы распределений Пирсона
В зависимости от распределения корней квадратного трёхчлена {\displaystyle b_{0}+2b_{1}x+b_{2}x^{2}} различают 12 типов распределений Пирсона. Обозначим {\displaystyle D=b_{0}b_{2}-b_{1}^{2}}, {\displaystyle \lambda ={\frac {b_{1}^{2}}{b_{0}b_{2}}}}.

### I тип
Распределениями Пирсона I типа являются бета — распределения.
Условия: {\displaystyle D<0}, {\displaystyle \lambda <0},
{\displaystyle b_{0}+2b_{1}x+b_{2}x^{2}=(\alpha +x)(-\beta +x)b_{2}},
{\displaystyle \alpha ,\beta >0}
Плотность вероятности: {\displaystyle f(x)={\begin{cases}{\frac {\alpha ^{2m}\beta ^{2n}}{(\alpha +\beta )^{m+n+1}B(m+1,n+1)}}(\alpha +x)^{m}(\beta -x)^{n},&x\in [-\alpha ,\beta ]\\0,&x\notin [-\alpha ,\beta ]\end{cases}}}, где
{\displaystyle B(m+1,n+1)={\frac {\Gamma (m+1)\Gamma (n+1)}{\Gamma (m+n+2)}}},
{\displaystyle m>-1,n>-1}.

### II тип
Условия как для I типа с дополнительными условиями {\displaystyle \alpha =\beta ,m=n}.

### III тип
Распределениями Пирсона III типа являются гамма-распределения.
Условия: {\displaystyle D<0}, {\displaystyle \lambda =\infty },
{\displaystyle b_{0}+2b_{1}x+b_{2}x^{2}=2(\alpha +x)b_{1}}.
Плотность вероятности: {\displaystyle f(x)={\begin{cases}{\frac {k^{m+1}}{\Gamma (m+1)}}(\alpha +x)^{m}e^{-k(\alpha +x)},&x>-\alpha ,k>0\\0,&x\leqslant -\alpha \end{cases}}}.

### IV тип
Условия: {\displaystyle D>0}, {\displaystyle 0<\lambda <1},
{\displaystyle b_{0}+2b_{1}x+b_{2}x^{2}=(\alpha ^{2}+x^{2})b_{2}}.
Плотность вероятности:
{\displaystyle f(x)=c(\alpha ^{2}+x^{2})^{-m}\exp {-\nu \arctan {\frac {x}{\alpha }}}},
{\displaystyle x\in (-\infty ,\infty )}, {\displaystyle m\geqslant {\frac {1}{2}}}, где
{\displaystyle c^{-1}=\int _{-\infty }^{\infty }(\alpha ^{2}+x^{2})^{-m}\exp {-\nu \arctan {\frac {x}{\alpha }}}dx}.

### V тип
Условия: {\displaystyle D=0}, {\displaystyle \lambda =1},
{\displaystyle b_{0}+2b_{1}x+b_{2}x^{2}=(\alpha +x)^{2}b_{2}}.
Плотность вероятности: {\displaystyle f(x)={\begin{cases}{\frac {\gamma ^{m-1}}{\Gamma {m-1}}}x^{-m}e^{-{\frac {\gamma }{x}}},&\gamma >0,m>1,x>0\\0,&x\leqslant 0\end{cases}}}.

### VI тип
Условия: {\displaystyle D<0}, {\displaystyle \lambda >1},
{\displaystyle b_{0}+2b_{1}x+b_{2}x^{2}=(\alpha +x)(x-\beta )b_{2}}.
Плотность вероятности: {\displaystyle f(x)={\begin{cases}{\frac {(\alpha +\beta )^{-(m+n+1)}}{B(-m-n-1,n+1)}}(x+\alpha )^{m}(x-\beta )^{n},&x>\beta ,m-1>0,n>-1\\0,&x\leqslant \beta \end{cases}}}.

### VII тип
Распределением Пирсона VII типа является распределение Стьюдента.
Условия: {\displaystyle D>0}, {\displaystyle \lambda =0},
{\displaystyle b_{0}+2b_{1}x+b_{2}x^{2}=(\alpha ^{2}+x^{2})b_{2}}.
Плотность вероятности:
{\displaystyle f(x)={\frac {\alpha ^{2m-1}}{B(m-{\frac {1}{2}},{\frac {1}{2}})}}(\alpha ^{2}+x^{2})^{-m}},
{\displaystyle x\in (-\infty ,\infty )}, {\displaystyle m\geqslant {\frac {1}{2}}}.

### VIII тип
Условия: {\displaystyle D<0}, {\displaystyle \lambda <0},
{\displaystyle b_{0}+2b_{1}x+b_{2}x^{2}=x(x+\alpha )b_{2}}.
Плотность вероятности: {\displaystyle f(x)={\begin{cases}{\frac {m+1}{\alpha ^{m+1}}}(x+\alpha )^{m},&x\in [-\alpha ,0],-1<m<0\\0,&x\notin [-\alpha ,0]\end{cases}}}.

### IX тип
Условия: {\displaystyle D<0}, {\displaystyle \lambda <0},
{\displaystyle b_{0}+2b_{1}x+b_{2}x^{2}=x(x+\alpha )b_{2}}.
Плотность вероятности: {\displaystyle f(x)={\begin{cases}{\frac {m+1}{\alpha ^{m+1}}}(x+\alpha )^{m},&x\in [-\alpha ,0],m<-1\\0,&x\notin [-\alpha ,0]\end{cases}}}. 

### X тип
Распределением Пирсона X типа является показательное распределение.
Условия: {\displaystyle D=0}, {\displaystyle \lambda =0},
{\displaystyle b_{0}+2b_{1}x+b_{2}x^{2}=b_{0}}, {\displaystyle a_{1}=0}.
Плотность вероятности: {\displaystyle f(x)={\begin{cases}\gamma e^{-\gamma x},&x>0,\gamma >0\\0,&x\leqslant 0\end{cases}}}

### XI тип
Распределением Пирсона XI типа является нормальное распределение.
Условия: {\displaystyle D=0}, {\displaystyle \lambda } неопределённо,
{\displaystyle b_{0}+2b_{1}x+b_{2}x^{2}=b_{0}}.
Плотность вероятности: {\displaystyle f(x)={\frac {1}{{\sqrt {2\pi }}\sigma }}\exp {-{\frac {x^{2}}{2\sigma ^{2}}}},x\in (-\infty ,\infty )}.

### XII тип
Условия как для I типа с дополнительными условиями {\displaystyle \alpha =\beta ,m=-n}.